# Privilegiata Fabbrica Maraschino Excelsior Girolamo Luxardo
La Privilegiata Fabbrica Maraschino Excelsior Girolamo Luxardo S.p.A. è una storica azienda italiana, specializzata nel settore dei liquori.

## Storia
Fondata nel 1821 a Zara da Girolamo Luxardo per la produzione del rosolio maraschino, liquore ottenuto dalle ciliegie marasca e noto da secoli in Dalmazia.
Zara, una città portuale sulla costa dalmata, divenne la capitale del Regno di Dalmazia nel 1797, allora terra della corona austriaca. Nel 1817 Girolamo Luxardo da Genova fu inviato a Zara come console del Regno di Sardegna. La moglie Maria Canevari si occupava della cucina regionale e distillava il liquore dalle ciliegie marasche. Questo "Rosolio al maraschino" veniva spesso prodotto anche nei monasteri. Nel 1821 Luxardo fondò una distilleria per produrre proprio il maraschino. Dopo otto anni di ricerca e completamento del prodotto, l'azienda, che ancora oggi porta il titolo di "Privilegiata Fabbrica Maraschino Excelsior", ottenne nel 1829 il privilegio di essere l'unico produttore di tale liquore per i successivi quindici anni. Infatti il liquore divenne ben presto un prodotto di eccezione e l'azienda divenne fornitrice di diverse Case Reali fra cui quelle d'Austria, Italia, Baviera e Danimarca.

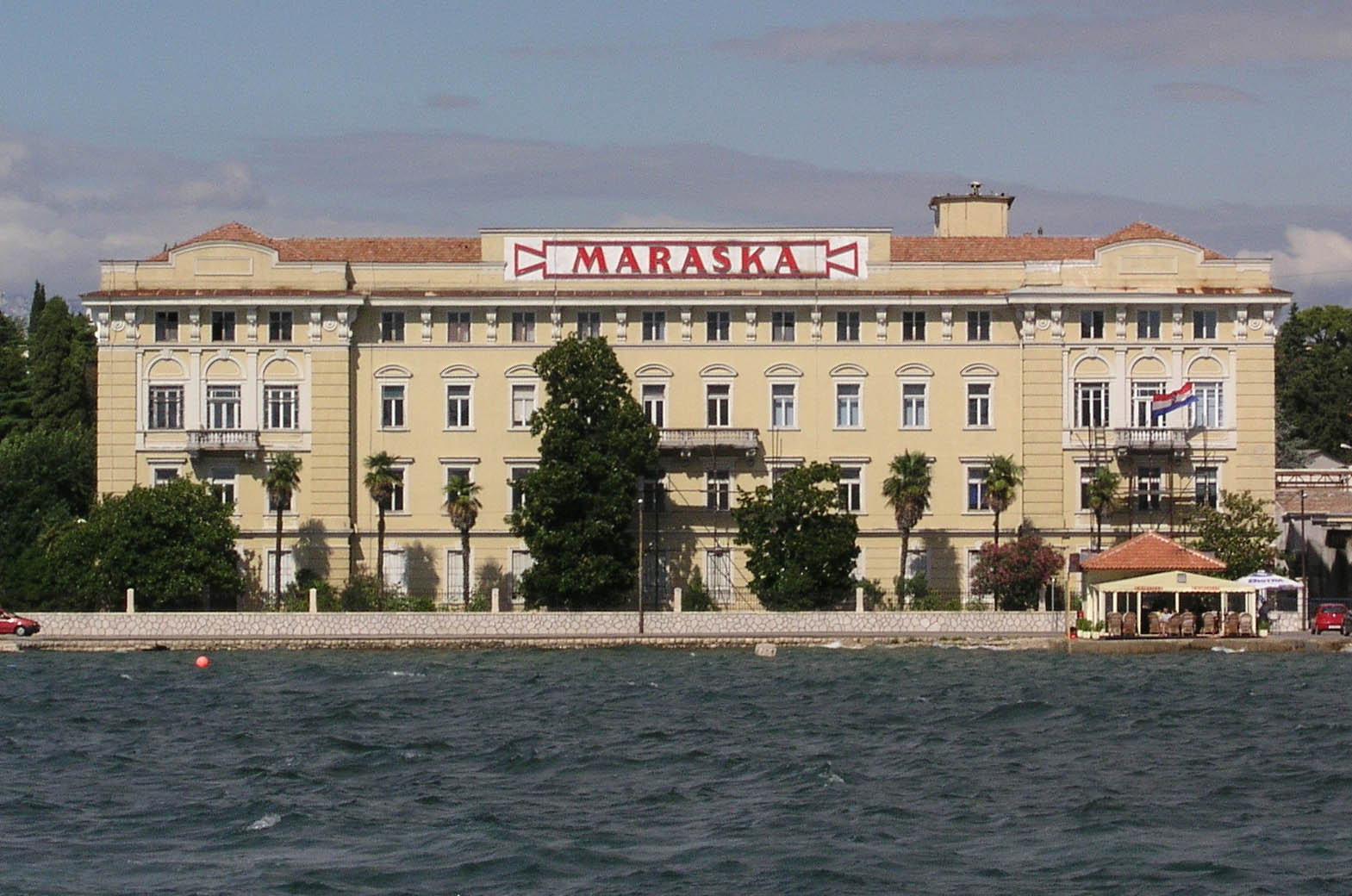
La vecchia sede Luxardo a Zara

Girolamo Luxardo morì nel 1865 all'età di 81 anni e il figlio Nicolò rilevò l'attività. Nel 1913 fu costruita una nuova distilleria da Michelangelo Luxardo, esponente della terza generazione dei Luxardo. La distilleria era una delle più grandi dell'Impero austro-ungarico (forse la più grande distilleria d'Europa). L'edificio di rappresentanza della sede e il quartier generale della famiglia direttamente sul lungomare del porto di Zara è ancora oggi visitabile ed è un punto di riferimento della città.
Zara entrò a far parte del Regno d'Italia in base ai trattati di pace alla fine della prima guerra mondiale. Nella seconda guerra mondiale i pesanti bombardamenti anglo-americani del 1943-1944 scatenarono incendi che distrussero gran parte degli impianti a Zara. Successivamente, con l'occupazione della Dalmazia da parte delle truppe partigiane capeggiate anche dal generale Tito, la popolazione di etnia italiana abbandonò la regione in direzione del Veneto ed del Friuli Venezia Giulia. I fratelli Pietro e Niccolò Luxardo, accusati di essere dei simpatizzanti del governo fascista, furono probabilmente uccisi dai partigiani titini, e i loro corpi non furono mai ritrovati. Giorgio, unico superstite della quarta generazione dei Luxardo, riuscì a riparare in Italia e a rifondare l'azienda nel 1947 a Torreglia, in provincia di Padova, dove si trova ancora.
Nel XXI secolo numerosi membri della sesta generazione della famiglia sono impiegati in azienda: Giorgio, Piero, Franco, Guido, Matteo, Filippo. Nel 2021 l'azienda entra a far parte dell'associazione Gli Henokiens.

## Prodotti e marchi della Luxardo
Il prodotto di punta è il liquore Maraschino, ottenuto dalle ciliegie marasche, che viene venduto in tutto il mondo. L'azienda produce inoltre liquori per pasticceria, sciroppi, vini e spumanti.
Liquori
- Maraschino
- Sangue Morlacco
- Sambuca dei Cesari
- Amaretto di Saschira
- Limoncello Luxardo
- Passione Nera
- Sambuca Cream Luxardo
- Triplum Orange Dry
- Albicocca Luxardo
- Espresso Luxardo
- Dry Gin Luxardo
- Bitter Luxardo
- Aperitivo Luxardo

Distillati
- Grappa Euganea
- Grappa del Petrarca
- Distillato di pere Luxardo
- Distillato di ciliegie Luxardo
- Distillato di prugne Luxardo

Amari
- Amaro Abano
- Amaro Abano Dry
- Liquore San Antonio